# Слова
 Тази статия е за стихосбирката на Жак Превер.  За селото в Албания вижте Слова (община Дебър).  За други значения вижте Слово.
„Слова“ (на френски: Paroles) е стихосбирка на френския поет Жак Превер.
Издадена през 1946 година, тя събира множество разнородни стихотворения на Превер, публикувани в различни издания още от 30-те години. Стихосбирката има голям успех и е преиздавана многократно през следващите години. Част от стихотворенията в нея, някои още преди издаването ѝ, стават основа на популярни песни, изпълнявани от известни артисти, като Мариан Освалд, Ив Монтан, Жулиет Греко, Марлене Дитрих, Серж Реджани.
„Слова“ е издадена на български през 2000 година в превод на Иван Иванов.